# Liskamm
Liskamm lub Lyskamm (Lyskamm Ostgipfel) – szczyt w Alpach Pennińskich o wysokości 4527 metrów, w masywie Breithorn - Lyskamm. Położony na wschód od Matterhorn i na zachód od masywu Monte Rosa, na granicy między Włochami (regiony Dolina Aosty i Piemont), a Szwajcarią (kanton Valais).
Pierwszego wejścia na szczyt dokonali 19 sierpnia 1861 William Edward Hall, Jean-Pierre Cachat, Peter Perren, Josef-Marie Perren, J.F. Hardy, J.A. Hudson, C.H. Pilkington, A.C. Ramsay, T. Rennison, F. Sibson, R.M. Stephenson, Franz Lochmatter, Karl Herr i Stefan Zumtaugwald.
Liskamm Zachodni (Lyskamm Westgipfel) - wznoszący się na wysokość 4479 m n.p.m. uznawany jest za osobny szczyt.
Ze względu na wąską, długą i opadającą stromym zboczem grań szczytową, trudną do przejścia zwłaszcza  w złych warunkach pogodowych, Liskamm uzyskał przydomek Pożeracz ludzi (niem. Menschenfresser).